# From a Distant Shore: Live in the Netherlands
From a Distant Shore: Live in the Netherlands is een live-album van de Amerikaanse band Willard Grant Conspiracy.
Het album is op 28 september 2003 opgenomen in het Metropool in Hengelo en werd in 2004 uitgebracht bij Glitterhouse Records. Het album is gemixt en gemasterd in Studio Metro in Nederland.

## Tracklist
1. Ghost Of The Girl In The Well
2. Bring The Monster Inside
3. Another Man Is Gone
4. Soft Hand
5. Day Is Passed And Gone
6. The Trials Of Harrison Hayes
7. Dance With Me
8. Evening Mass
9. Suffering Song

## Muzikanten
Willard Grant Conspiracy is een band die per album van formatie wisselt, de altijd aanwezige factor is zanger Robert Fisher. Op dit album wordt hij bijgestaan door:
- Erik Van Loo - Basgitaar
- Thomas King - Drums
- Simon Alpin - Gitaar, Tweede Stem
- Yuko Murata - Toetsen
- Josh Hillman- Viool